# 鉄道路線
鉄道路線（てつどうろせん）とは、出発地（起点）と目的地（終点）の間に敷設された鉄道の線路の区間である。
鉄道路線は相互に連絡し合い、迂回路を形成して網の目状になることにより、初めて鉄道網となる。

## 概要

東海道本線東京駅-熱海駅間の運転系統図

狭義では、後述のように法令に基づいて定められたものが路線である。
ただし実際の列車は狭義の路線に従って運行されるとは限らず、一つの路線が複数の運転系統によって用いられたり、一つの運転系統が複数の路線をまたいでいたりする。たとえば京浜東北線のような複数の路線にかかわる運転系統についても、広義の意味で「路線」と呼ばれる。
また、東海道本線の一部区間をJR京都線とするような、狭義の路線に一致しない区間に愛称（路線愛称）をつけることも多くなっており、これらも「路線」と呼ばれる。
山手線のように、路線と運転系統の両方に用いられ、両者が一致していない名称もある（同項目冒頭参照）。

## 日本の法令上の鉄道路線
日本の法令上は、列車の運転系統にはかかわらず、公式に規定された起点と終点の間が一つの路線である。
鉄道事業法（昭和61年法律第92号）第4条で、鉄道事業の許可を受けようとする者が、国土交通大臣に提出する申請書に記載すべき項目として「予定する路線」がある。
鉄道事業法施行規則（昭和62年運輸省令第6号）第3条には、上記の「予定する路線」について記載しなければならない事項として「起点及び終点」、「主要な経過地」を挙げている。

## 日本の鉄道路線の名称
日本国有鉄道（国鉄）時代の路線の名称は、「国有鉄道線路名称」を元にしていた。国鉄分割民営化後は、各社が定めた「線路名称」で規定されている。私鉄においてもこれと同様の規定がされている。

## 鉄道路線の分類
鉄道路線は以下のように分類される。
- 本線 - 支線 - （盲腸線）
- 幹線 - 地方交通線 - 特定地方交通線
- 営業線 - 計画線 - 建設線 - 未成線 - 休止線 - 廃線
- 運行系統（正式な分類ではなく、愛称によって汎く認知されている路線）

## 鉄道路線の一覧
- 日本の鉄道路線一覧 （あ-か行 - さ-な行 - は-わ行）
- 日本の地域別鉄道路線一覧
  - 北海道の鉄道路線
  - 東北地方の鉄道路線
  - 関東地方の鉄道路線
  - 中部地方の鉄道路線
  - 近畿地方の鉄道路線
  - 中国地方の鉄道路線
  - 四国の鉄道路線
  - 九州の鉄道路線
- 日本の廃止鉄道路線一覧
- 韓国の鉄道路線一覧
- イギリスの鉄道路線一覧